# Kutzeburger Mühle

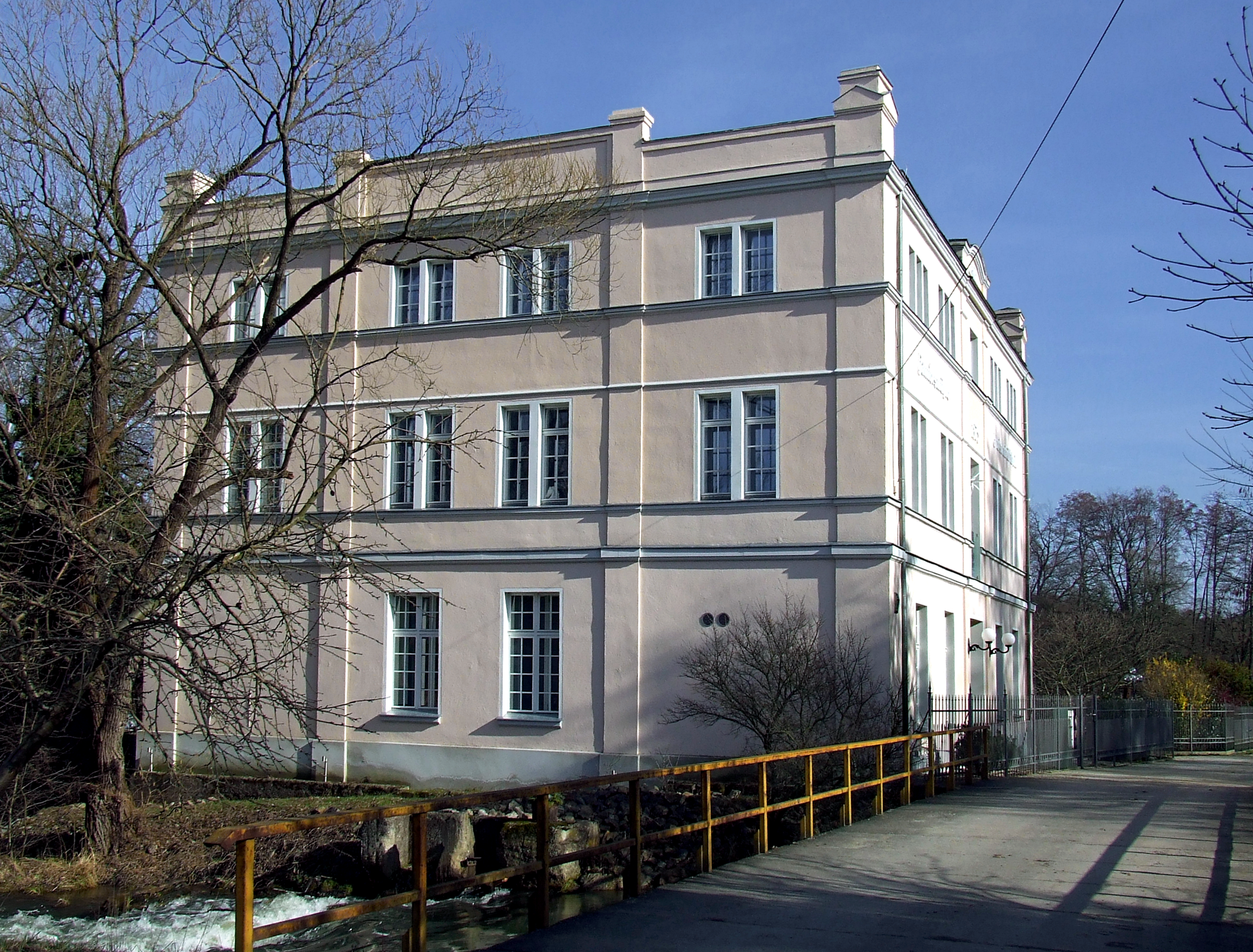
Kutzeburger Mühle

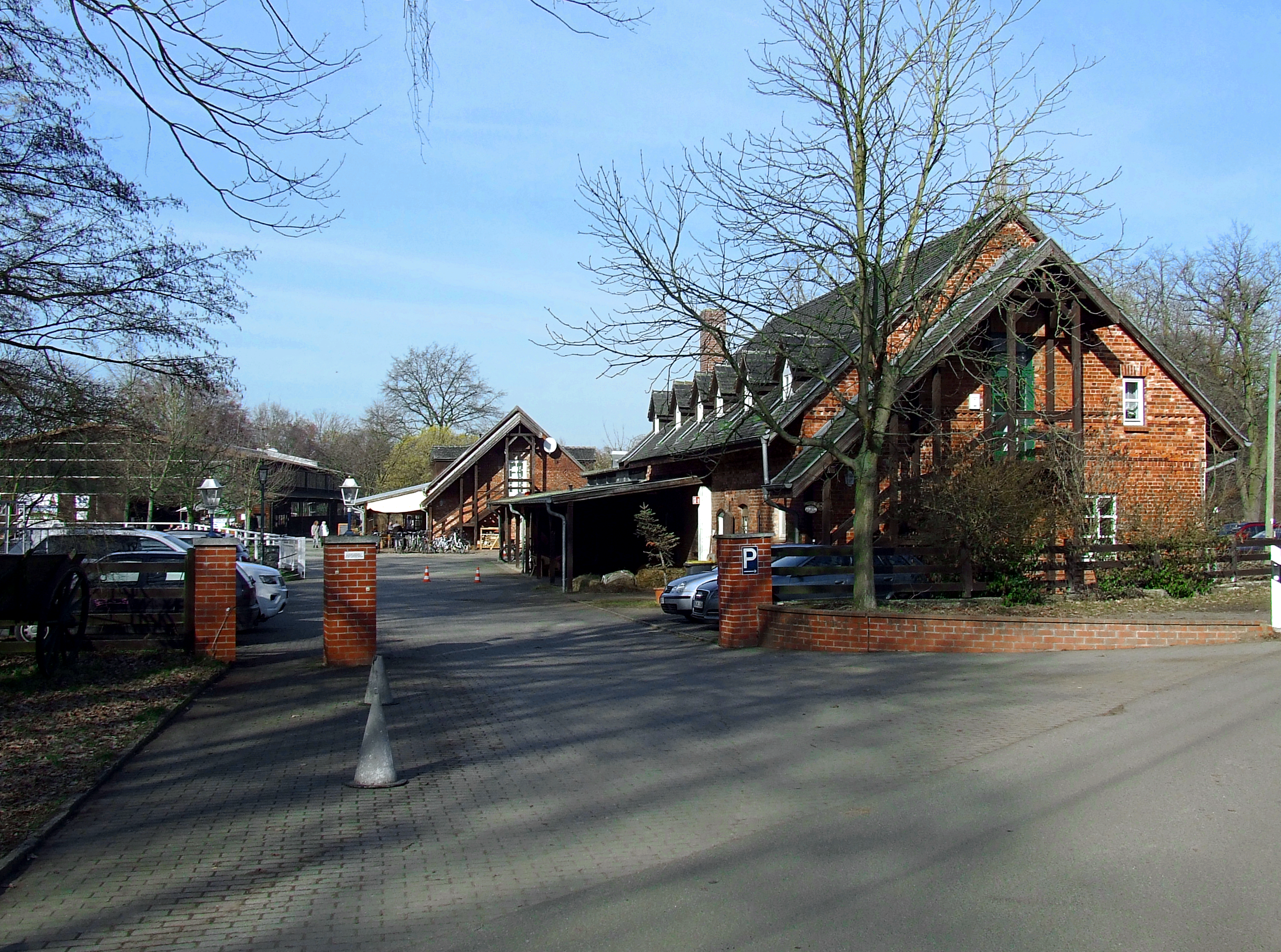
Reithof und Restaurant

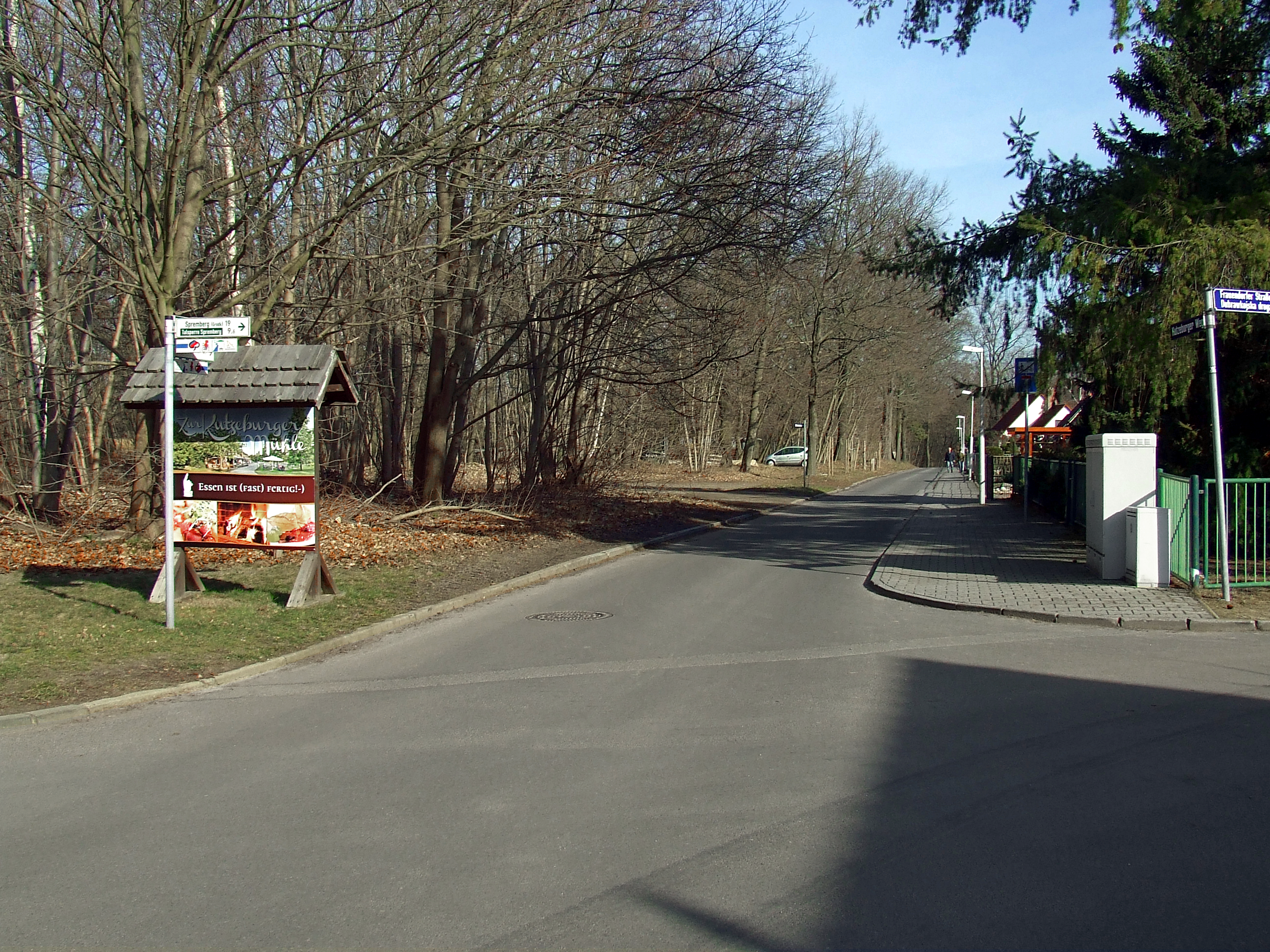
Straße zur Kutzeburger Mühle

Kutzeburger Mühle, niedersorbisch Radlikojski Młyn, ist ein zum Ortsteil Gallinchen gehörender Wohnplatz der kreisfreien Stadt Cottbus in Brandenburg. Namensgebend für die Siedlung ist die gleichnamige Wassermühle. Der Ort gehörte bis zu deren Eingemeindung nach Cottbus am 26. Oktober 2003 zur Gemeinde Gallinchen. Die Postleitzahl von Kutzeburger Mühle lautet 03051, die Telefonvorwahl ist 0355.

## Lage
Die Kutzeburger Mühle liegt in der Niederlausitz, rund sechseinhalb Kilometer Luftlinie südsüdöstlich der Cottbuser Stadtmühle. Umliegende Dörfer und Siedlungen sind Kiekebusch im Norden, Karlshof im Nordosten, Frauendorf im Südosten, Groß Oßnig im Süden, Harnischdorf im Südwesten, Gallinchen im Westen und Madlow im Nordwesten. Die Kutzeburger Mühle liegt im amtlichen Siedlungsgebiet der Sorben/Wenden.
Die Mühle liegt neben dem Mühlgraben Kutzeburger Mühle, einem künstlich angelegten Nebenarm der Spree. Rund 700 Meter westlich der Ortslage befindet sich die Bundesstraße 97. Die Anschlussstelle Cottbus-Süd der nördlich verlaufenden Bundesautobahn 15 ist zweieinhalb Kilometer von der Kutzeburger Mühle entfernt. Der Spreeradweg führt durch den Ort.

## Geschichte
Die Kutzeburger Mühle wurde erstmals im Jahr 1581 als Kutzebrucksche Mühle urkundlich erwähnt. Sie war erst eine Wassermühle und wurde später auch als Tuchwalke genutzt. Als Teil der früheren Herrschaft Cottbus gehörte die Kutzeburger Mühle bis ins 19. Jahrhundert zu einer markbrandenburgischen Exklave, die vollständig vom böhmischen Markgraftum Niederlausitz und ab 1635 vom Kurfürstentum Sachsen umgeben war. Die Mühle gehörte seit jeher kirchlich zu Groß Oßnig. Im Jahr 1665 waren der Kutzeburger Mühle durch die Mühlordnung die Dörfer Kahren, Leuthen, Frauendorf, Laubsdorf, Komptendorf, Drieschnitz und Kahsel zugewiesen. Im Jahr 1807 kam die Mühle durch den Tilsiter Frieden an das Königreich Sachsen.
In Sachsen blieb die Kutzeburger Mühle nur knapp acht Jahre. Nach der auf dem Wiener Kongress beschlossenen Teilung des Königreiches Sachsen kam die Niederlausitz und das Gebiet um Cottbus an das Königreich Preußen und dort zur Provinz Brandenburg. Bei der Gebietsreform im Jahr 1816 wurde die Mühle dem Kreis Cottbus im Regierungsbezirk Frankfurt zugeordnet. Die Mühle war dort ein sogenanntes „nicht inkommunisiertes Gebiet“, also ein gemeindefreies Gebiet. Im Jahr 1820 hatte die Siedlung Kutzeburger Mühle elf Einwohner. Laut der Topografisch-statistischen Übersicht des Regierungsbezirks Frankfurt aus dem Jahr 1844 lebten Anfang der 1840er Jahre 13 Einwohner in zwei Wohngebäuden in dem Ort, der dem Rentamt Cottbus unterstellt war. Im Jahr 1864 bestand die Siedlung aus drei Häusern und hatte 19 Einwohner.
Bei der Volkszählung vom 1. Dezember 1871 wurden in Kutzeburger Mühle 24 Einwohner in zwei Familien gezählt. Von den Einwohnern waren vierzehn Männer und zehn Frauen; zwei Einwohner waren Kinder unter zehn Jahren. Spätestens im Verlauf der 1880er Jahre muss die Kutzeburger Mühle schließlich in die Landgemeinde Gallinchen eingegliedert worden sein. Der Kreis Cottbus wurde 1886 in Landkreis Cottbus umbenannt. Am 2. Dezember 1895 hatte die Kutzeburger Mühle, die im Gemeindeverzeichnis als Teil von Gallinchen geführt wird, 22 Einwohner.
Nach dem Ende des Zweiten Weltkrieges gehörte die Kutzeburger Mühle zur Sowjetischen Besatzungszone und dort ab 1947 zum Land Brandenburg. 1949 wurde aus der SBZ die DDR gebildet. Bei der Gebietsreform am 25. Juli 1952 wurde die Gemeinde Gallinchen mit der Kutzeburger Mühle dem neu gebildeten Kreis Cottbus (ab 1954 Kreis Cottbus-Land) im Bezirk Cottbus zugeordnet. 1975 wurde die Fachwerkmühle abgerissen. Nach der Wiedervereinigung gehörte die Siedlung wieder zu Brandenburg und dort zum Landkreis Cottbus. 1992 schlossen sich die Gemeinde Gallinchen und 17 weitere Gemeinden zum Amt Neuhausen/Spree zusammen. Bei der Gebietsreform vom 6. Dezember 1993 wurde der Ort dem neu gebildeten Landkreis Spree-Neiße zugeordnet.
Am 26. Oktober 2003 wurde die Gemeinde Gallinchen nach dem „Zweiten Gesetz zur landesweiten Gemeindegebietsreform betreffend die kreisfreie Stadt Cottbus und das Amt Neuhausen/Spree“ aus dem Amt Neuhausen/Spree sowie aus dem Landkreis Spree-Neiße herausgelöst und in die kreisfreie Stadt Cottbus eingemeindet, zu der auch die Kutzeburger Mühle seitdem gehört.